# Arcetri

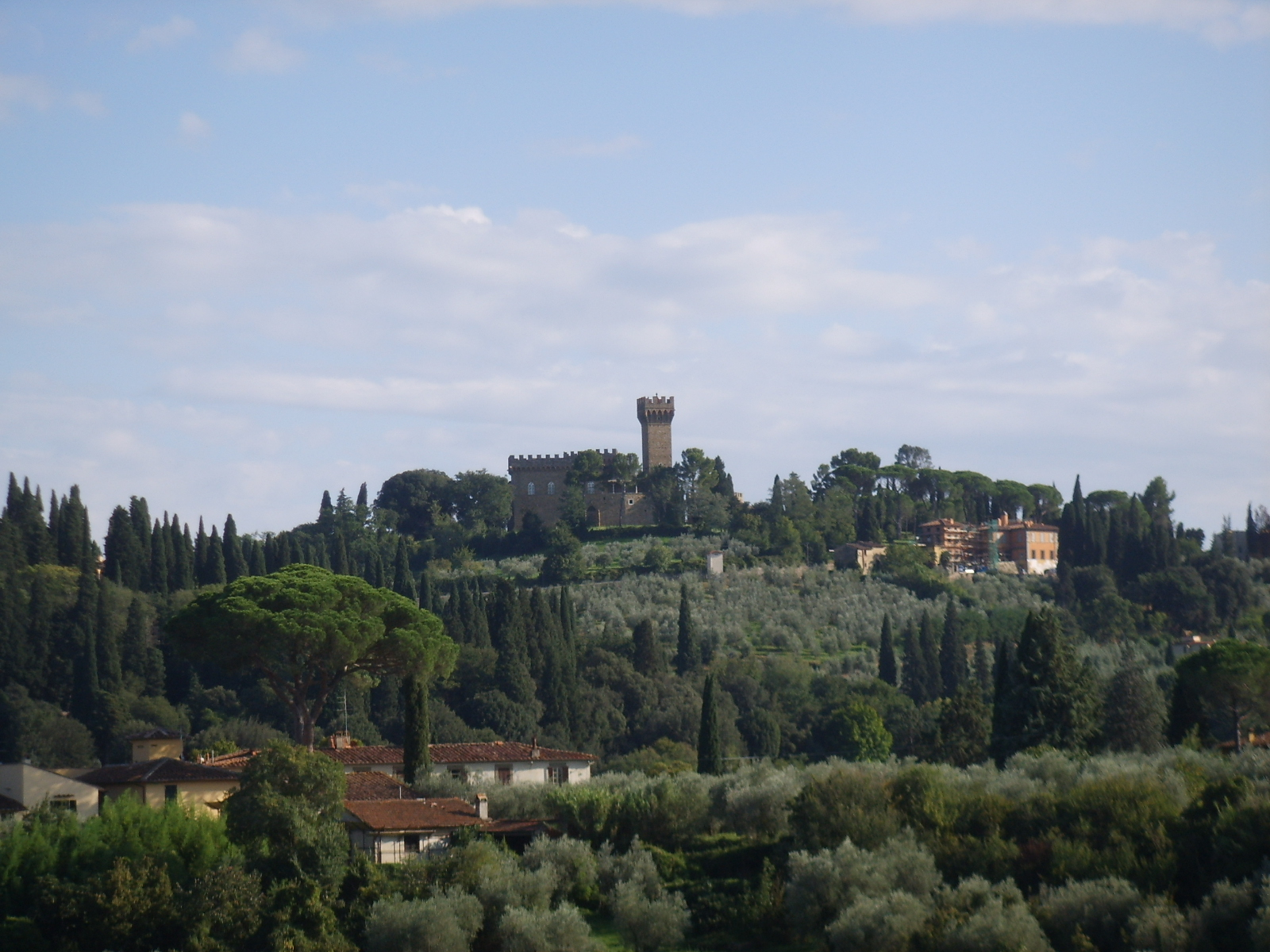
Zicht op Arcetri (in de heuvels boven Florence)

Arcetri is een wijk van Florence, in de heuvels ten zuiden van het stadscentrum.
De wijk is rijk aan historische gebouwen, zoals het huis van de beroemde wetenschapper Galileo Galilei (Villa il Gioiello genoemd),
het Klooster van San Matteo en de Torre del Gallo.

## Lijst van belangrijke gebouwen
- San Leonardo in Arcetri (Kerk van Saint Leonard)
- San Matteo in Arcetri
- Osservatorio Astrofisico di Arcetri (Astrofysisch Observatorium)
- Pian dei Giullari (Plein van Giullari)
- Villa Capponi
- Villa Il Giullarino
- Villa di Volsanminiato
- Torre del Gallo (Toren van de Kip)
- Villa La Gallina
- Villa Agape-Arrighetti
- Villa Giramonte
- Villa Giovannelli
- Villa Nunes Vais
- Villa Il Teatro
- Villa Pian dei Giullari
- Villa Masieri
- Villa Il Gioiello
- Villa Le Corti
- Villa Pazzi
- Villa Ravà
- Villa Il Roseto
- Fondazione Spadolini
- Monteripaldi
- San Michele a Monteripaldi (gewijd aan Sint Michiel)
- Santa Margherita a Montici (gewijd aan Margaretha van Antiochië)